# مطلمة دهان
مِطْلَمَة الدِّهَان هي أداة تستخدم في طلاء الأسطح المستوية الكبيرة بسرعة وكفاءة.
تتكون مطلمة الدهان عادةً من جزأين: «إطار المطلمة» و«غطاء المطلمة». يمتص غطاء المطلمة الطلاء وينقله إلى السطح المطلي، يُرْبَط إطار المطلمة بغطاء الأسطوانة. الدَّهَّان يحمل المطلمة من قسم المقبض. إطار المطلمة يمكن إعادة استخدامه. من الممكن تنظيف غطاء المطلمة وإعادة استخدامه، ولكن عادةً يُتَخَلَّص منه بعد الاستخدام.
غطاء المطلمة هو لب أسطواني ذو غطاء مُوَبَّر مثبت على اللب الأسطواني. تُنْتَج أيضًا مطلمات من المطاط الزبدي. مطلمات من الزبد والقماش متوفرة فرديًّا (من غير مقبض)، مصنوعة لتحل محل المطلمات المهترئة، بمجرد إزالة المطلمة القديمة، يمكن تركيب المطلمة الجديدة على قسم المقبض للاستخدام. لقد سمح ابتكار اللب الأسطواني باحتواء الطلاء بالداخل، مع امتصاص الغطاء للطلاء من الداخل وترشيحه (طبيعيًا عن طريق الفتل) ليُطَبَّق خارجيًا عند دحرجة المطلمة.